# William R. Warnock

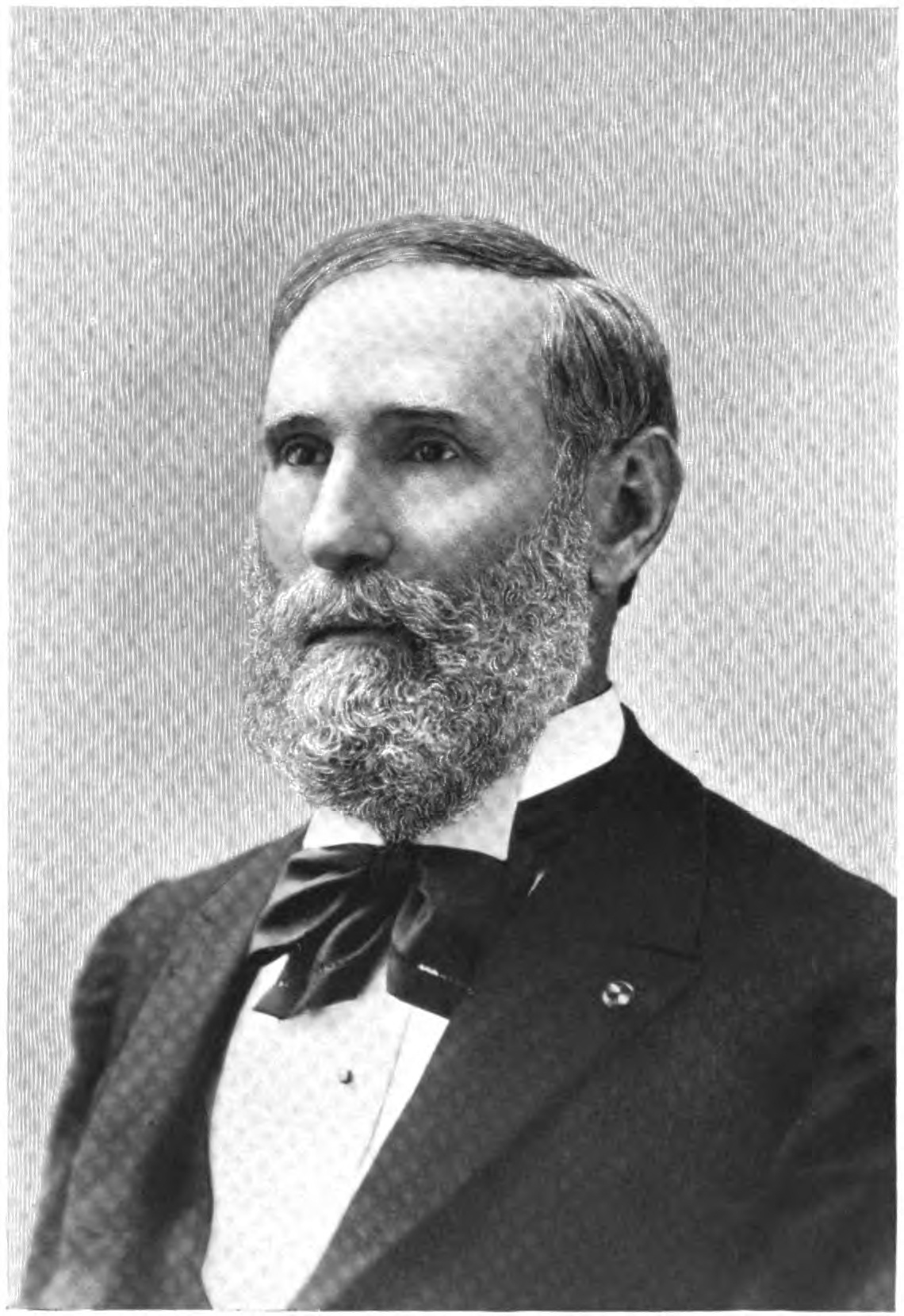
William R. Warnock

William Robert Warnock (* 29. August 1838 in Urbana, Champaign County, Ohio; † 30. Juli 1918 ebenda) war ein US-amerikanischer Politiker. Zwischen 1901 und 1905 vertrat er den Bundesstaat Ohio im US-Repräsentantenhaus.

## Werdegang
William Warnock besuchte die öffentlichen Schulen seiner Heimat und war danach ab 1856 als Lehrer in Urbana tätig. Anschließend studierte er bis 1861 an der Ohio Wesleyan University. Während des Bürgerkrieges diente er zwischen dem 21. Juli 1862 und dem 14. August 1865 in verschiedenen Einheiten im Heer der Union. Dabei erreichte er den Rang eines Majors und später eines Brevet-Oberstleutnants. Zwischen April und August 1865 war er Stabschef der Unionstruppen im Militärbezirk von Mississippi. Nach der Fortsetzung eines 1862 begonnenen Jurastudiums und seiner 1866 erfolgten Zulassung als Rechtsanwalt begann Warnock in Urbana in diesem Beruf zu arbeiten. Zwischen 1868 und 1872 war er als Staatsanwalt tätig. Von 1870 bis 1876 gehörte er auch der Schulaufsichtskommission im Champaign County an. 25 Jahre lang war er Kurator der Ohio Wesleyan University. Politisch schloss er sich der Republikanischen Partei an. In den Jahren 1876 und 1877 saß er im Senat von Ohio. Von 1879 bis 1889 war er Berufungsrichter im zweiten Gerichtsbezirk seines Staates. Außerdem war er Präsident der National Bank of Urbana.
Bei den Kongresswahlen des Jahres 1900 wurde Warnock im achten Wahlbezirk von Ohio in das US-Repräsentantenhaus in Washington, D.C. gewählt, wo er am 4. März 1901 die Nachfolge von Archibald Lybrand antrat. Nach einer Wiederwahl konnte er bis zum 3. März 1905 zwei Legislaturperioden im Kongress absolvieren. Ab 1903 war er Vorsitzender des Ausschusses zur Kontrolle der Ausgaben des Kriegsministeriums. Im Jahr 1904 verzichtete er auf eine weitere Kandidatur.
Nach dem Ende seiner Zeit im US-Repräsentantenhaus praktizierte William Warnock wieder als Anwalt. Von 1906 bis 1910 war er als United States Pension Agent in Columbus für die Bundesrentenbehörde tätig. In den Jahren 1913 und 1914 war er Bezirkskommandeur für Ohio der Veteranenorganisation Grand Army of the Republic. Er starb am 30. Juli 1918 in Urbana, wo er auch beigesetzt wurde.